# کفشک پنج‌چشم
کفشک پنج‌چشم (نام علمی: Pseudorhombus quinquocellatus) نام یک گونه از تیره کفشک‌ماهیان دندان‌بزرگ است.